# Neocompsa eburioides
Neocompsa eburioides är en skalbaggsart som först beskrevs av Thomson 1867.  Neocompsa eburioides ingår i släktet Neocompsa och familjen långhorningar.
Artens utbredningsområde är:
- Costa Rica.
- Venezuela.

Inga underarter finns listade i Catalogue of Life.